# Christin Christ
Christin Christ (* 29. August 1989 in Reinbek) ist eine deutsche Politikerin der CDU. Seit März 2025 ist sie Abgeordnete zur Hamburgischen Bürgerschaft.

## Leben und Beruf
Christin Christ legte 2009 ihr Abitur an einem Hamburger Gymnasium ab. Anschließend studierte sie Germanistik und Politikwissenschaft an der Goethe-Universität Frankfurt am Main. 2013 schloss sie das Bachelorstudium ab und absolvierte danach ein Masterstudium in Germanistischer Linguistik an der Universität Hamburg.
Nach dem Studium war sie in der Kommunikations- und Öffentlichkeitsarbeit tätig. Von 2017 bis 2025 arbeitete sie als wissenschaftliche Mitarbeiterin der CDU-Fraktion in der Hamburgischen Bürgerschaft.

## Politische Tätigkeit
Christin Christ trat 2013 in die CDU Hamburg ein. Seit 2020 war sie Mitglied der Bezirksversammlung Wandsbek. Dort befasste sie sich zuletzt mit den Themen Wirtschaft, Katastrophenschutz und Innere Sicherheit. Bis 2022 war sie Mitglied im Bundesvorstand der Jungen Union Deutschlands.
Bei der Bürgerschaftswahl in Hamburg 2025 zog sie über Platz 6 der Landesliste der CDU in die Hamburgische Bürgerschaft ein. Am 26. März 2025 nahm sie ihr Mandat auf und gehört seither der CDU-Fraktion an.
In der Bürgerschaft übernahm sie die Funktion der gesundheitspolitischen Sprecherin der CDU-Fraktion. Sie setzt sich für die Verbesserung der ambulanten Gesundheitsversorgung und die Modernisierung der Hamburger Krankenhäuser ein. Ihre Drogenpolitik betont präventive Maßnahmen und fordert verstärkte Kontrollen, um Missbrauch besser einzudämmen und Betroffene gezielt zu unterstützen. Sie kritisierte die Teillegalisierung von Cannabis auf Bundesebene und forderte deren Rücknahme. Zudem fordert sie mehr Therapieplätze für psychisch Erkrankte und eine bessere regionale Verteilung.
Christ ist Mitglied im Ausschuss für Gesundheit und Senioren sowie in weiteren parlamentarischen Gremien der Bürgerschaft.

## Persönliches
Christ ist verheiratet und lebt in Hamburg.